# 单板盾尾鱼
单板盾尾鱼（学名：Axinurus thynnoides）为刺尾鱼科单板盾尾鱼属的鱼类。分布于印度洋中部诸岛、印度尼西亚至菲律宾及新几内亚、台湾岛以及西沙群岛等。